# ルートヴィヒ・フィリップ・フォン・トゥルン・ウント・タクシス
ルートヴィヒ・フィリップ・フォン・トゥルン・ウント・タクシス（Ludwig Philipp Prinz von Thurn und Taxis）またはルイ・フィリップ・フォン・トゥルン・ウント・タクシス（Louis-Philippe Prinz von Thurn und Taxis, 1901年2月2日 - 1933年4月22日）は、ドイツの旧諸侯トゥルン・ウント・タクシス家の侯子。

## 生涯
トゥルン・ウント・タクシス侯アルベルトとその妻でオーストリア大公ヨーゼフ・カールの娘であるマルガレーテ・クレメンティーネの間の第4子、四男として生まれた。全名はルートヴィヒ・フィリップ・マリア・フリードリヒ・ヨーゼフ・マクシミリアン・アントニウス・イグナティウス・ラモラル（Ludwig Philipp Maria Friedrich Joseph Maximilian Antonius Ignatius Lamoral）。
ヴュルツブルク大学で法学を学んでいる。1922年11月14日にホーエンブルク（ドイツ領バイエルン州オーバープファルツ行政管区アンベルク＝ズルツバッハ郡）において、ルクセンブルク大公ギヨーム4世の娘エリザベートと結婚し、間に1男1女の2人の子女をもうけた。
1925年、ニーダーアイヒバッハ城（バイエルン州ニーダーバイエルン行政管区ランツフート郡ニーダーアイヒバッハ）を購入して居城とした。1933年にこの城において32歳で死去した。息子が第二次世界大戦に従軍中に死去したため、城は娘を通じてウラッハ公爵家に相続された。

## 子女
- アンゼルム・アルベルト・ルートヴィヒ・マリア・ラモラル（1924年 - 1944年）
- イニガ・アンナ・マルガレーテ・ヴィルヘルミーネ・ルイーザ（1925年 - 2008年） - 1948年、ウラッハ侯エーバーハルト[注釈 1]と結婚